# Castello di Pianezza
Il castello di Pianezza era una fortificazione situata a Pianezza, in Piemonte, sui cui ruderi è ora edificata la Villa Lascaris. Del castello si sono conservati pochi resti nel giardino della villa.

## Storia
Il primo documento che parla del castello è dell'imperatore Federico Barbarossa del 1159.
Esso era situato sul percorso della Via Francigena.
Ai tempi dei Simiana fu trasformato in residenza nobiliare.
Durante l'assedio di Torino del 1706, il giorno 5 di settembre, alcuni soldati francesi si rifugiano nel castello pianezzese, che venne circondato dai Granatieri di Brandeburgo. Nella notte Maria Bricca li guidò per i sotterranei fino alla sala da ballo, dove gli ufficiali francesi erano dediti ad una festa da ballo e così il castello fu liberato dai nemici.
 Questo episodio della tradizione popolare trova credito nelle fonti francesi dell'epoca.
Questo è sicuramente l'episodio storico più importante legato al castello di Pianezza, che anticipa di soli due giorni la vittoria sui francesi con la liberazione di Torino dal lungo assedio cui era stata sottoposta la città.
Nel 1808 la struttura fu smantellata e nel 1811 il terreno venduto al marchese Lascaris.

## La ghiacciaia
Una ghiacciaia era presente già nel 1785 con i Simiana. Profonda sette metri, ha il diametro superiore di tre metri, inferiore di un metro e il volume di 24 metri cubi; è chiusa da una cupola interrata e da una tettoia (oggi scomparsa) per creare ombra. Il ghiaccio veniva squadrato e immagazzinato (si immagazzinava anche la neve) ed era utilizzato per la conservazione di cibi, per curare la febbre e per preparare gelati e bevande fresche.